# Dora Gorter
Johanna Theodora Frederica Gorter (Assen, 6 augustus 1888 –Ravensbrück, tussen 16 februari en 6 maart 1945), bekend als Dora Gorter, was een Nederlandse verzetsstrijder tijdens de Tweede Wereldoorlog.

## Leven en werk
Dora Gorter was de jongste van twee dochters van Wijtze Gorter en Hermina Woutera Viëtor. Na de vroege dood van haar ouders werden zij en haar zus Titia opgevoed door een tante in Den Haag. De zussen werden aangemoedigd om financieel onafhankelijk te worden en vonden beiden werk bij verzekeringsmaatschappij De Nederlanden van 1845. Ze woonden samen in Den Haag en maakten deel uit van een intellectuele en literaire kring.
Vanaf de jaren 30 keerden de zussen zich tegen het nationaalsocialisme en na het uitbreken van de Tweede Wereldoorlog traden zij toe tot het verzet. Ze waren actief in het verspreiden van verzetskranten en het regelen van onderduikadressen. Hun huis fungeerde als een ontmoetingsplaats voor andere verzetsleden, onder wie Koos Vorrink en Gerard Dogger.
Op 13 februari 1942 werden de zussen gearresteerd tijdens een inval in hun huis. Ze werden eerst vastgehouden in het Oranjehotel in Scheveningen en in 1943 gedeporteerd naar het concentratiekamp voor vrouwen in Ravensbrück. In het kamp stonden ze bekend om hun veerkracht en om de steun die zij aan medegevangenen boden.
De exacte datum van hun overlijden is onzeker, maar wordt gedateerd tussen 16 februari en 6 maart 1945. Mogelijk zijn ze geëxecuteerd door vergassing of geweervuur. Na de oorlog werd hun verzetswerk herdacht in een boek van medegevangene Anne Berendsen en in een hoorspel van Sonja Prins.